# الهاربتان (فلم)
الهاربتان هو فيلم مصري من إنتاج عام 2010 وعرض عام 2013.

## قصة الفيلم
تدور أحداث الفيلم حول فتاة من الإسكندرية تقرر السفر مع صديقتها إلي القاهرة بعدما راودهما حلم الشهرة والعمل في الوسط الفني، وبينما كانتا الفتاتان تعتقدان أن الجمال وحده هو بوابة العبور لأحلامهما، لكنهما تصطدمان في القاهرة بحقيقة أخرى، وهي أن الموهبة هي حجر الأساس وليس الجمال هو الطريق للفن، وبعد مرورهما بضائقة مالية وظروف صعبة تقرر إحداهما العودة إلي الإسكندرية، بينما تعمل الأخرى راقصة.

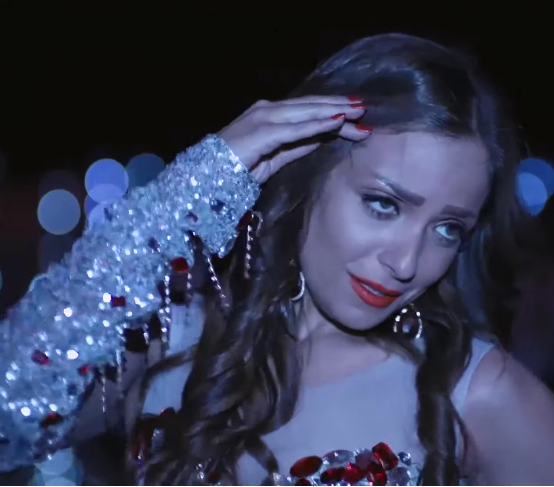
ريم البارودي في دور عبير

## طاقم التمثيل
- ريم البارودي
- نرمين ماهر
- هشام عبد الله
- محمد عبد الحافظ
- سمير صبري
- نجوى فؤاد
- هياتم
- عنبر
- وحيد السنباطي
- مهرة عبد العزيز

## فريق العمل
- إخراج: أحمد النحاس
- تأليف: أحمد النحاس
- إنتاج: الفجر فيلم (سميحة أيوب)
- توزيع: أفلام النصر
- مونتاج: محمد النحاس
- موسيقى تصويرية: نصير شمة
- مدير التصوير: رضا السيد

## وصلات خارجية
- مقالات تستعمل روابط فنية بلا صلة مع ويكي بيانات